# 山形県立こころの医療センター
山形県立こころの医療センター（やまがたけんりつこころのいりょうセンター）は、山形県鶴岡市茅原にある県立病院である。2015年3月9日に開院した。

## 概要
鶴岡市高坂に所在した県内唯一の公立精神病院であった県立鶴岡病院が、老朽化したことや国による精神科医療の在り方が精神障害の対策に重心を置くようになった状況を踏まえ、県が総事業費約72億7千万円を投じ、同市茅原に新病院を建設。病院名を「県立こころの医療センター」と改称して開院した。当初は2012年度の開院を予定していたが東日本大震災からの復興需要などの影響から、工期が伸び開院が遅れていた。
こころの医療センターには「子どもストレスケア病棟」、認知症の高齢者などの精神科救急の「スーパー救急病棟」などのほか、山形県立鶴岡養護学校の分教室も設置した。また、入院から退院まで適切な診療計画を立てるクリニカルパスも新たに導入した。
病院周辺は鶴岡市茅原北土地区画整理組合によって、2022年3月の完成を目指し、区画整理事業が進められている。

## 診療科
- 精神科
- 心療内科
- 児童・思春期精神科

## 指定
- 精神科救急医療施設
- 応急入院指定病院
- 臨床研修指定病院
- 医療観察法に基づく指定入院医療機関
- 日本医療機能評価機構認定病院（H19.4.23）審査体制区分2Ver.5